# Wilhelm Vielberth
Wilhelm Vielberth (* 31. Januar 1878 in Bodenwöhr; † 16. Juni 1925 in Niederleierndorf) war ein deutscher römisch-katholischer Geistlicher.

## Leben
Vielberth war ab 1902 Kooperator. Ab 1910 war er Kooperator und Sekretär in der Dompfarrei in Regensburg. 1917 kam er als Pfarrer nach Mitterteich und schließlich 1924 als Benefiziat nach Niederleierndorf.  
Bei der Landtagswahl am 6. Juni 1920 erhielt er als Kandidat der Bayerischen Volkspartei (BVP) im Stimmkreis Tirschenreuth-Erbendorf/Opf. ein Mandat im Bayerischen Landtag, das er bei der vorgezogenen Landtagswahl am 6. April 1924 verteidigen konnte. Dem Landtag gehörte er bis zu seinem Tod im Juni 1925 an.